# Fabius (hrabstwo Onondaga)
Fabius – wieś w Stanach Zjednoczonych, w stanie Nowy Jork, w hrabstwie Onondaga.